# Cylindroides
Cylindroides är ett släkte av skalbaggar. Cylindroides ingår i familjen plattnosbaggar.
Kladogram enligt Catalogue of Life:
| Cylindroides | \| \| Cylindroides albicans \| \| \| \| \| \| Cylindroides albocinctus \| \| \| \| \| \| Cylindroides alboplagiatus \| \| \| \| \| \| Cylindroides bifasciatus \| \| \| \| \| \| Cylindroides canus \| \| \| \| \| \| Cylindroides interruptus \| \| \| \| \| \| Cylindroides picturatus \| \| \| \| \| \| Cylindroides reductus \| \| \| \| \| \| Cylindroides tessellatus \| \| \| \| \| \| Cylindroides ventralis \| \| \| \| |
|              | \| \| Cylindroides albicans \| \| \| \| \| \| Cylindroides albocinctus \| \| \| \| \| \| Cylindroides alboplagiatus \| \| \| \| \| \| Cylindroides bifasciatus \| \| \| \| \| \| Cylindroides canus \| \| \| \| \| \| Cylindroides interruptus \| \| \| \| \| \| Cylindroides picturatus \| \| \| \| \| \| Cylindroides reductus \| \| \| \| \| \| Cylindroides tessellatus \| \| \| \| \| \| Cylindroides ventralis \| \| \| \| |
|              | Cylindroides albicans |
|              | |
|              | Cylindroides albocinctus |
|              | |
|              | Cylindroides alboplagiatus |
|              | |
|              | Cylindroides bifasciatus |
|              | |
|              | Cylindroides canus |
|              | |
|              | Cylindroides interruptus |
|              | |
|              | Cylindroides picturatus |
|              | |
|              | Cylindroides reductus |
|              | |
|              | Cylindroides tessellatus |
|              | |
|              | Cylindroides ventralis |
|              | |